# Джон Дуглас
Джон Едвард Дуглас (англ. John Edward Douglas; нар. 18 червня 1945, Нью-Йорк, США) — колишній спецагент ФБР, один із перших кримінальних профайлерів (спеціалістів прогнозування поведінки людей), автор кримінальної психології.

## Життєпис

### Ранні роки
Джон Дуглас народився в Бруклін, Нью-Йорк. Чотири роки (1966—1970) служив у військово-повітряних силах США. Бакалавр соціології та фізичної культури Східного університету Нью-Мексико, магістр з напрямку психології та психологічного консультування університету Вісконсин-Мілвокі, має ступінь спеціаліста з напрямку управління та контролю за навчанням дорослих, також має ступінь доктора наук (дисертація на тему порівняльної методики класифікації вбивств для офіцерів поліції Південно-східного університету «Nova»).

### Кар'єра
Дуглас приєднався до ФБР в 1970. Його першим призначенням був Детройт, Мічиган, де він приєднався до місцевої команди SWAT ФБР як снайпер, а пізніше працював спеціалістом з переговорів зі злочинцями, що утримують заручників. В 1977 Дуглас перевівся до відділу поведінкового аналізу ФБР, де він викладав методику проведення переговорів із терористами, що тримають заручників, та навчав кримінальній психології в Академії ФБР у Квантико (Вірджинія) нових спеціальних агентів ФБР, польових агентів та офіцерів поліції з усіх штатів. Він розробив програму кримінального профілювання. Згодом отримав посаду начальника відділу підтримки розслідувань, підрозділу Центру аналізу вбивств з особливою жорстокістю.
Під час подорожі по всій країні, коли Дуглас проводив інструктажі для поліцейських, він почав брати інтерв'ю в серійних вбивць та інших жорстоких сексуальних маніяків по різних тюрмах. Йому вдалося взяти інтерв'ю для свого дослідження у найвідоміших злочинців, таких як Девід Берковіц, Тед Банді, Вейн Вільямс, Джон Вейн, Чарлз Менсон, Артур Бремер, Деніс Рейдер, Сара Джейн Мур, Едмунд Кемпер, Річард Спек та ін.
Він використовував інформацію, що добув з інтерв'ю, у своїй книзі Crime Classification Manual: A Standard System for Investigating and Classifying Violent Crimes (1992).

### Профілювання
Дуглас вивчав місця скоєння вбивств і створював профілі вбивць, описуючи їхню поведінку, спосіб дії та почерк, намагаючись передбачити їхні наступні кроки. У випадках, де його праця допомагала впіймати злочинця, він створював стратегію допитів та сам брав у них участь.
Під час розробки концепції кримінального профілювання робота Дугласа була скептично сприйнята його колегами. Згодом і поліція, і ФБР зрозуміли, що він розробив дієву зброю для затримання злочинців. Після відставки з ФБР, Дуглас отримав славу автора серії книг, що стосуються профілювання. Джон Дуглас і сьогодні консультує детективів, що звертаються до нього з питань профілювання злочинців.

## Цікаві факти
- Джон Дуглас є прототипом Джека Кроуфорда, героя новел Томаса Харріса «Червоний Дракон» та «Мовчання ягнят».
- Джон Дуглас — основний прототип спецагента ФБР Голдена Форда, героя книги 1995 року (Mindhunter: Inside the FBI's Elite Serial Crime Unit) та заснованому на ній телесеріалі 2018 року «Мисливець за розумом» (роль виконав актор Джонатан Грофф).